# سام‌نامه
سام‌نامه از حماسه‌های فارسی است.منظومهٔ سام‌نامه حماسه‌ای عاشقانه است که بر محور عشق سام، جهان پهلوان ایرانی، به پریدخت، دختر فغفور چین، شکل گرفته است.
این اثر به خاطر آمیختگی با همای و همایون تاکنون به اشتباه به خواجوی کرمانی نسبت داده شده بود؛ اما ویراستار در مقدّمه ثابت کرده است که سام‌نامه از او نیست و احتمالاً توسّط چند نفر در فاصله زمانی قرن هشتم تا یازدهم سروده شده و سراینده یا سرایندگان این اثر خواسته‌اند با آوردن شرح دلاوری‌ها، پهلوانی‌ها و دلدادگی‌های سام به زعم خود خلأ موجود در شاهنامه پیرامون این شخصیت را پر کنند.
هرچند این اثر به لحاظ ویژگی‌های سبکی، زبانی و ادبی متن یکدست و همگونی ندارد، اما بخش‌هایی از آن گنجینه با ارزشی از اطّلاعات اساطیری، واژه‌های کهن و صنایع ادبی است.
منظومهٔ سام‌نامه، از سوی انتشارات مرکز پژوهشی میراث مکتوب به تصحیح وحید رویانی در ۷۸۴ صفحه به قطع وزیری به چاپ رسیده‌است.